# Eudes de Dammartin
Eudes de Dammartin, né vers 1023 et mort après 1061, est le deuxième comte de Dammartin, au milieu du XIe siècle. Il est le fils de Manassès de Dammartin et de son épouse Constance.

## Biographie
À la mort de son père Manassès de Dammartin en 1037, il hérite du comté de Dammartin.
En 1061, il réclame et obtient du roi Philippe Ier, encore mineur, la ville de Combs, qui avait été accordée autrefois à son grand-oncle Hilduin Ier de Montdidier ainsi qu'à son père.
Il meurt après 1061, et en l'absence d'enfant, c'est son frère cadet Hugues de Dammartin qui lui succède.

## Mariage et enfants
Eudes de Dammartin est mort sans avoir contracté d'union ni eu de descendance.